# Олексієвка (Кіровський район)
Олексі́євка (рос. Алексеевка) — село в Кіровському районі Ленінградської області, Росія.